# Правоспособность
Правоспосо́бность — установленная законом способность лица или организации быть носителем субъективных прав и юридических обязанностей.
Способность быть субъектом права как такового принято называть «общей правоспособностью», которая признаётся за людьми (в том числе лицами без гражданства) с момента их рождения, за юридическими лицами с момента внесения в единый государственный реестр юридических лиц сведений о его создании и публично-правовыми образованиями — с момента их создания.
В общем смысле, гражданская правоспособность (от римского слова «caput») — есть способность гражданина иметь права, нести обязанности, быть субъектом права, и, следовательно, получать защиту от государства.

## Отраслевая правоспособность
Отраслевая правоспособность — юридическая способность лица быть субъектом отношений в той или иной отрасли права. В каждой отрасли права момент возникновения правоспособности и объём потенциальных прав (содержание правоспособности) могут быть неодинаковыми.

### Правоспособность в гражданском праве
Гражданская правоспособность — способность лица иметь гражданские права и нести обязанности.
Современным базовым принципом большинства правовых систем мира является признание равной гражданской правоспособности всех граждан независимо от пола, имущественного положения, расы и т. д. Правоспособность возникает с момента рождения и прекращается смертью.
Ранее гражданским законодательством некоторых стран предусматривалась возможность лишения человека всех гражданских прав — гражданская смерть. В настоящее время использование таких мер вышло из широкого правоприменительного оборота.
В Российской Федерации гражданская правоспособность гражданина признаётся в равной мере за всеми гражданами. Содержание гражданской правоспособности граждан указано в ст.18 Гражданского кодекса Российской Федерации: «граждане могут иметь имущество на праве собственности; наследовать и завещать имущество; заниматься предпринимательской и любой иной не запрещенной законом деятельностью; создавать юридические лица самостоятельно или совместно с другими гражданами и юридическими лицами; совершать любые не противоречащие закону сделки и участвовать в обязательствах; избирать место жительства; иметь права авторов произведений науки, литературы и искусства, изобретений и иных, охраняемых законом результатов интеллектуальной деятельности; иметь иные имущественные и личные неимущественные права.»

#### Гражданская правоспособность юридических лиц
Правоспособность юридического лица возникает с момента внесения в единый государственный реестр юридических лиц сведений о его создании и прекращается в момент внесения в указанный реестр сведений о его прекращении.
Содержание правоспособности юридического лица определяется целями деятельности, предусмотренными в его учредительных документах.
Коммерческие организации, за исключением унитарных предприятий и иных видов организаций, предусмотренных законом, могут иметь гражданские права и нести гражданские обязанности, необходимые для осуществления любых видов деятельности, не запрещенных законом. Отдельными видами деятельности, перечень которых определяется законом, юридическое лицо может заниматься только на основании специального разрешения (лицензии).
Юридическое лицо может быть ограничено в правах лишь в случаях и в порядке, предусмотренных законом. Решение об ограничении прав может быть оспорено юридическим лицом в суде.
Правоспособность общественной организации может иметь место и без её официальной регистрации.

#### Гражданская правоспособность государства
Гражданская правоспособность государства не совпадает по содержанию правоспособности физических и юридических лиц. Ряд прав может принадлежать только государству, в частности возможность приобретать имущество, не имеющее наследников, или выпускать государственные ценные бумаги.
Имеются сферы правоотношений, природа которых не противоречит участию в них широкого круга субъектов, однако законодательством этого не допускается. Такая сфера отношений называется государственной монополией. В частности, государственная монополия устанавливается, как правило, на экспорт и импорт отдельных видов товаров.
Законодательством закреплен перечень объектов, которые могут находиться исключительно в государственной собственности, в частности недра и животные в состоянии естественной свободы. В то же время некоторые возможности, например, передать имущество по наследству, заключать отдельные виды договоров, иметь своё фирменное наименование, считаться автором произведений литературы, науки и искусства, государству недоступны.

### Гражданская процессуальная правоспособность
Гражданская процессуальная правоспособность — способность иметь гражданско-процессуальные права и обязанности, признается в равной мере за всеми гражданами и организациями, обладающими согласно законодательству Российской Федерации правом на судебную защиту прав, свобод и законных интересов.
Гражданской процессуальной правоспособностью, то есть потенциальным правом быть участниками гражданского процесса, в Российской Федерации в равной степени обладают
- граждане РФ;
- иностранные граждане;
- лица с двойным гражданством;
- лица без гражданства;
- российские юридические лица;
- иностранные организации, общества, учреждения любых организационно-правовых форм вне зависимости от формы собственности;
- Российская Федерация;
- Субъекты Российской Федерации;
- муниципальные образования Российской Федерации;
- иностранные государства.

Фактически гражданская процессуальная правоспособность признаётся в Российской Федерации за любым носителем субъективного права. Так например, самостоятельным участником гражданского процесса может быть трудовой коллектив.
В связи с тем, что судебная защита права производна от охраняемого законом субъективного права, гражданская процессуальная правоспособность возникает с момента возникновения правоспособности в соответствующей отрасли материальной права.
Основные гражданско-процессуальные права перечислены в ст.ст.35, 39 Гражданского процессуального кодекса Российской Федерации

## Специальная правоспособность
Специальная правоспособность — способность лица быть участником правоотношений, возникающих в связи с занятием определенных должностей (президент, судья, член парламента), или принадлежность лица к определенным категориям субъектов права (работники ряда транспортных средств, правоохранительных органов и др.).
Возникновение специальной правоспособности обусловливается выполнением особых требований или наступлением определенных обстоятельств. (Например, судьёй в Российской Федерации может быть лицо, имеющее высшее юридическое образование, определенный практический опыт, и возраст не менее 25 лет. Для избрания на должность президента США требуется рождение на территории США (не только на сухопутной территории самого государства, но, например, на корабле, идущем под американским флагом), гражданство США, достижение 35-летнего возраста и постоянное проживание на территории США не менее 14 лет.